# Event
Een event in een computerprogramma is een gebeurtenis waarop dit programma kan reageren. Het is het besturingssysteem dat aan het programma meldt wat er gebeurd is. Zo kan een programma vragen "Druk op OK om verder te gaan". Er gebeurt dan niets tot het besturingssysteem aan het programma meldt dat op OK geklikt werd.